# Leucania ignorata
Leucania ignorata är en fjärilsart som beskrevs av Márton Hreblay och Shin-Ichi Yoshimatsu. Leucania ignorata ingår i släktet Leucania och familjen nattflyn. Inga underarter finns listade i Catalogue of Life.